# Anthurium anchicayense
Anthurium anchicayense är en kallaväxtart som beskrevs av Thomas Bernard Croat. Anthurium anchicayense ingår i släktet Anthurium och familjen kallaväxter. Inga underarter finns listade.